# Pojeziernia
Pojeziernia – dawny zaścianek. Obecnie część wsi Wojszniuny na Litwie, w okręgu uciańskim, w rejonie ignalińskim, w gminie Ignalino.

## Historia
W czasach zaborów zaścianek w gminie Daugieliszki, w powiecie święciańskim, w guberni wileńskiej Imperium Rosyjskiego. W 1905 roku liczył 10 mieszkańców, 53 dziesięciny.
W dwudziestoleciu międzywojennym zaścianek leżał w Polsce, w województwie wileńskim, w powiecie święciańskim, w gminie Daugieliszki.
W 1931 w 2 domach zamieszkiwało 10 osób.
Miejscowość należała do parafii rzymskokatolickiej w Przyjaźni. Podlegała pod Sąd Grodzki w Święcianach i Okręgowy w Wilnie; właściwy urząd pocztowy mieścił się w Ignalinie.